# إل. دين موراي
إل. دين موراي (بالإنجليزية: L. Dean Murray)‏ هو سياسي أمريكي، ولد في 22 يوليو 1964 بواشنطن العاصمة في الولايات المتحدة. حزبياً، نشط في الحزب الجمهوري. وقد انتخب عضو جمعية ولاية نيويورك.

## وصلات خارجية
- الموقع الرسمي